# فرید حق

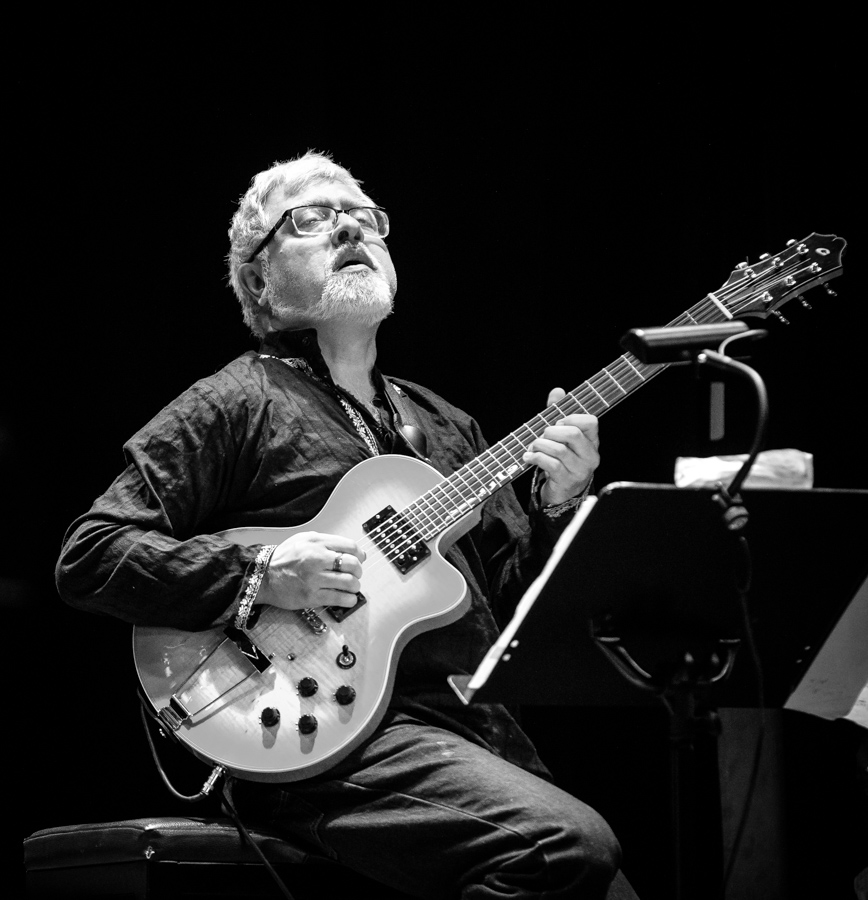

فرید حق (به انگلیسی: Fareed Haque) در سال ۱۹۶۳ در شیکاگو از پدری پاکستانی و مادری شیلیایی به دنیا آمد و در دوران کودکی با پدر و مادرش به سراسر جهان سفر کرد و علاوه بر پاکستان از اسپانیا، شیلی، فرانسه و ایران دیداری طولانی داشت. او در سال ۱۹۸۱ بورسیه تحصیلی برای یادگیری نواختن گیتار از دانشگاه تگزاس شمالی دریافت کرد، او گیتار جاز را در این مرکز آموزش دید، اما سال بعد آن را ترک کرد تا گیتار کلاسیک را در دانشگاه نورث وسترن بیاموزد. سپس به گروه راک هاوارد لوی جاز پیوست و همان‌جا با ساکسیفونیست کوبایی پاکیتو دی ریورا، که دوست و مربی مادام العمر او شد، آشنا شد.